# European Counter Network
L'European Counter Network (ECN) è un network virtuale nato nel 1989 sotto forma di rete di BBS per poi dotarsi nel 1996 di un server su internet (Isole nella Rete). La nascita della rete fu la conseguenza di una serie di riunioni svolte in Europa da un nucleo iniziale di hacktivisti fin dal 1988.

L'European Counter Network è nato come piattaforma di collegamento tra le diverse realtà della sinistra extraparlamentare italiana ed europea: associazioni culturali, centri sociali, circoli, periodici, progetti specifici.
Offre servizi di web hosting, di caselle e-mail e hosting di mailing list, in modo anonimo, autogestito ed autofinanziato.
Al momento ospita diverse centinaia di caselle mail e di siti e la documentazione su di essi presente è un vero e proprio archivio del movimento italiano e delle sue diverse aree: dai primi nuclei dei futuri Disobbedienti all'area anarchica (sia gruppi federati che non). 
Inoltre ospita il progetto ecn/antifa, vera e propria raccolta di documenti, informazioni, materiale multimediale sulla destra e sui movimenti neofascisti. È presente, tra l'altro, il progetto crypto.ecn.org, una raccolta di guide, programmi e quant'altro possa risultare utile alla crittografia e all'anonimato digitale.
Il network di ecn.org è stato più volte oggetto delle attenzioni delle autorità giudiziarie:
- nel 1995 durante una perquisizione al c.s.o.a. Leoncavallo di Milano (all'epoca un fulcro della rete) la polizia devastò la stanza dentro la quale era ospitato molto materiale di ECN, distrusse i computer e molto del materiale custodito con essi
- La mattina del 27 giugno 1998 il server di ECN viene posto sotto sequestro dalla Polizia Postale di Bologna su ordine del Pubblico Ministero della Procura di Vicenza Paolo Pecori. Motivazioni:"procedimento n.1079/98 - MOD 44-05; al delitto di diffamazione continuata, reato p. e p. dall'art. 81 cpv. l e 2 - 595 CP per avere offeso la reputazione della agenzia di viaggi TURBANitalia srl di Milano. inserendo, con più azioni esecutive di un medesimo criminoso, sulla rete INTERNET in un sito avente il seguente indirizzo. ECN org/list/movimenti/MSG.00950 Htlm, sotto il titolo "Solidarieta' al popolo kurdo - Boicottiamo il turismo in Turchia" - la frase seguente: "tra l'altro è risaputo che agli affari della Turban è direttamente interessata l'ex premier Ciller,".  Al sequestro segue una grande mobilitazione di protesta con molteplici prese di posizione anche istituzionali. L'ordine di sequestro non viene convalidato dal Giudice per le Indagini Preliminari e il server viene restituito la mattina del 2 luglio.
- una querelle giudiziaria con Giulio Caradonna, ex deputato missino che chiese l'oscuramento di alcune pagine web ospitate su ecn che lo definivano un ex picchiatore fascista. La causa è stata vinta da ECN, in quanto i fatti riguardanti il deputato vennero riconosciuti come veri[5].